# Окулярник новокаледонський
Окулярник новокаледонський (Zosterops xanthochroa) — вид горобцеподібних птахів родини окулярникових (Zosteropidae). Ендемік Нової Каледонії.

## Опис
Довжина птаха становить 11,5-12,5 см, вага 8,5–12 г. Голова і верхня частина тіла темно-оливково-зелені, горло і груди жовті, нижня частина тіла білувата. Навко очей білі кільця, які перетинають чорні смуги, що ідуть від дзьоба до очей. Крила коричнювато-оливково-зелені. Дзьоб сірий, з білою плямою знизу при основі. Лапи сірі. Виду не притаманний статевий диморфізм.

## Поширення і екологія
Новокаледонські окулярники мешкають на Новій Каледонії, на островах Іль-де-Пінс та на острові Маре в архіпелазі Луайоте. Вони живуть в рівнинних тропічних лісах, чагарникових заростях і садах на висоті до 1000 м над рівнем моря. У відкритих чагарникових заростях і рідколіссях мешкає споріднений вид, сивоспинний окулярник.
Новокаледонський окулярник — осілий вид, досить поширений в межах свого ареалу.

## Поведінка
Новокаледонські окулярники харчуються плодами і комахами. Вони віддають перевагу папаям і ягодам інтродукованого лантану. В негніздовий період утворюють великі зграї, іноді формують змішані зграї птахів, до яких долучаються сивоспинні окулярники, віялохвості ріроріро і новокаледонські папужники. Новокаледонські окулярники часто стають здобиччю крапчастих сипух.
Сезон розмноження триває зазвичай в серпні-жовтні, однак може тривати і до січня. За сезон може вилупитися два виводки. Гніздо робиться з корінців, шерсті, пір'я і пуху, підвішується на гілці дерева. В кладці 2-4 яйця. Вони бірюзового кольору, розміром 16,5×13 мм.